# ویلی آپل
ویلی آپل یا ویلی اِیپل (به انگلیسی: Willi Apel) (زادهٔ ۱۰ اکتبر ۱۸۹۳ - درگذشتهٔ ۱۴ مارس ۱۹۸۸) موسیقی‌شناس، ریاضی‌دان، فیلسوف، و فرهنگ‌نویس آلمانی-آمریکایی بود. او کتاب‌های فراوانی در زمینهٔ موسیقی نوشت.
آپل در سال‌های ۱۹۱۲ تا ۱۹۱۴ در دانشگاه‌های بُن و مونیخ (۱۹۱۲–۱۹۱۴) و سپس در دانشگاه برلین (۱۹۱۸–۱۹۲۱) ریاضیات خواند. پس از آن به ایالات متحده مهاجرت کرد و در سال‌های ۱۹۳۸ تا ۱۹۴۲ در دانشگاه هاروارد سرگرم تدریس ریاضیات شد. او از سال ۱۹۵۰، به‌صورت تمام‌وقت و ازجمله حدود ۲۰ سال در دانشگاه ایندیانا، به تدریس موسیقی پرداخت.
آپل در ۱۹۷۱ به عضویت افتخاریِ «انجمن موسیقی‌شناسی آمریکا» درآمد.
او ویراستار نخستین ویرایش کتاب معتبرِ واژه‌نامهٔ موسیقی هاروارد (۱۹۴۴) بود.